# 俄罗斯劳动阵线
俄罗斯劳动阵线（俄語：Российский трудовой фронт，缩写为）是俄罗斯的一个共产主义政党。该党成立于2010年2月22日，由左翼阵线、苏联共产党俄罗斯共产主义工人党以及其它几个团体共同组建，当时取名为俄罗斯联合劳动阵线。2012年12月4日，获得注册政党资格。2020年2月27日，失去注册政党资格。2022年，该党同苏联共产党俄罗斯共产主义工人党决裂，并于同年7月1日改用现名。